# Alex Rautio

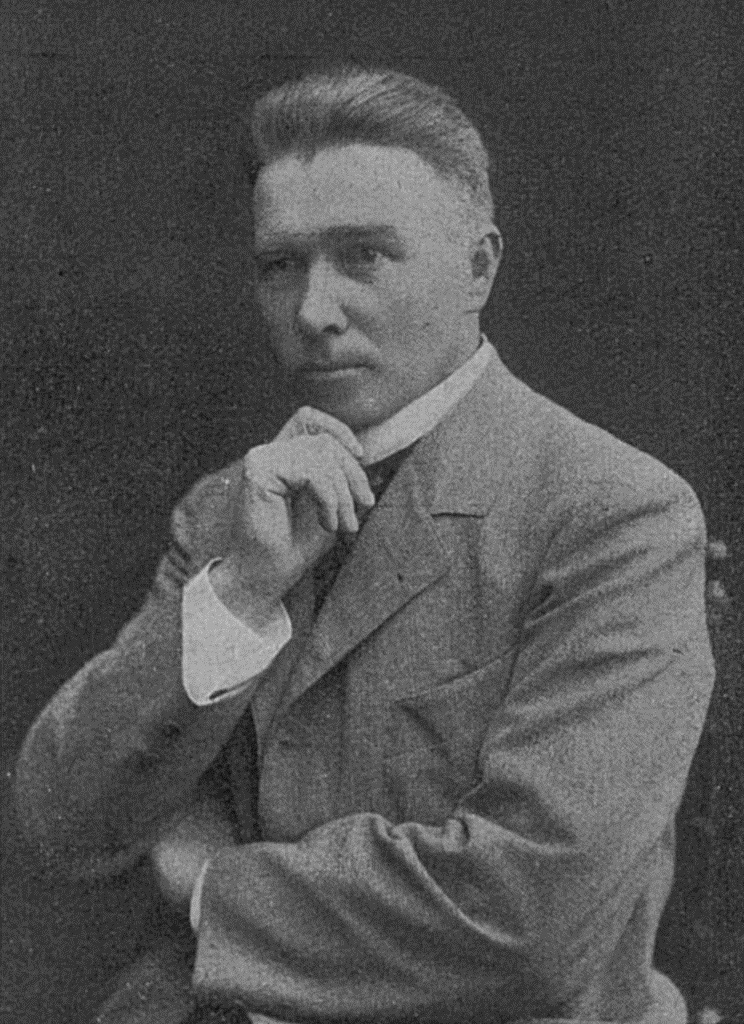
Alex Rautio omkring 1907.

Aleksanteri ("Alex", "Aleks") Rautio, (Akkanen fram till 1882), född 29 november 1857 i Viborg, död 28 april 1916 i Helsingfors, var en finländsk skådespelare. Han var sedan 1883 gift med skådespelerskan Katri Rautio och var far till sångaren tillika radioprogramledaren Markus Rautio.
Före skådespelarkarriären hade Rautio studerat till apotekare och arbetat som bokhållare. 1882 anställdes han vid Finska teatern, föregångaren till Finlands nationalteater. 1907 spelade han i landets första spelfilm, Teuvo Puros Salaviinanpolttajat, och hade 1911 en roll i Puros Anna-Liisa. Rautio beskrevs som en humoristisk skådespelare utrustad med god sångröst, varför han ofta uppträdde i sångpjäser och operetter.
Han avled i sviterna av en svår operation. Vid jordfästningen på Sandudds begravningsplats sade Fredrik J. Lindström vid Nationalteaterns styrelse, att fastän Rautio huvudsakligen kreerat biroller, var de alltid konstnärligt väl utförda.